# Ceratitella unifasciata
Ceratitella unifasciata är en tvåvingeart som beskrevs av Hardy 1967. Ceratitella unifasciata ingår i släktet Ceratitella och familjen borrflugor. Inga underarter finns listade i Catalogue of Life.